# Irvin Shrewsbury Cobb
 Irvin Shrewsbury Cobb (Paducah, Kentucky, 23 de juny de 1876 - Nova York, 11 de març de 1944) va ser un escriptor, humorista i columnista de nacionalitat estatunidenca, autor de més de 60 llibres i de 300 contes.

## Biografia
Nascut a Paducah, Cobb era el segon dels quatre fills d'un matrimoni natiu de Kentucky. Al seu avi, Reuben Saunders, se li acredita com el descobridor el 1873 que l'ús hipodèrmic de morfina - atropina frenava el còlera. Cobb es va criar a Paducah, població que constitueix la base de gran part de la seva producció literària posterior.
Cobb va ser educat en escoles elementals tant públiques com privades, i després va ingressar a l'Acadèmia de William A. Cade intentant cursar estudis de dret. No obstant això, als 16 anys seu avi va morir i el seu pare va caure a l'alcoholisme, de manera que es va veure forçat a deixar els seus estudis per buscar feina, iniciant llavors la seva carrera com a escriptor.

### Carrera literària
Als 17 anys va fer treball periodístic al Paducah Daily News, i als 19 era el més jove editor de notícies de la nació. Més endavant va treballar un any i mig en el Louisville Evening Post.
El 1904 es va traslladar a Nova York, sent contractat per l'Evening Sun, que li va enviar a Portsmouth (Nou Hampshire) per donar cobertura del Tractat de Portsmouth. Els seus articles sobre les negociacions es van publicar amb abast nacional sota el títol de "Making Peace at Portsmouth", i li van valer una oferta de treball al diari de Joseph Pulitzer New York World, que el va convertir en el reporter més ben pagat dels Estats Units.
Cobb també va cobrir la Primera Guerra Mundial per al The Saturday Evening Post, i va escriure un llibre el 1915 sobre les seves experiències titulat Paths of Glory. Una altra de les seves publicacions van ser les memòries "Exit Laughing," que inclou un relat de primera mà de l'assassinat del Governador de Kentucky William Goebel el 1900 i del judici als seus assassins. A part d'això, va treballar en nombroses
sèries publicades en diaris i col·laborar en la producció de peces dramàtiques.

### Hollywood
Diverses de les històries de Cobb van ser adaptades al cinema mut, i va escriure els títols d'un parell de films, un d'ells el del film de Jackie Coogan Peck s Bad Boy (1921). Quan va arribar el cinema sonor, es van adaptar més obres seves, incloent-se entre les mateixes The Woman Accused (1933), pel·lícula en la qual treballava un jove Cary Grant.
John Ford va dirigir dues pel·lícules basades en les històries de Cobb sobre el jutge Priest: El jutge Priest (1934), amb Will Rogers en el paper del títol, i The Sun Shines Bright (1953), basada en els contes "The Sun Shines Bright", "The Mob from Massac", i "El senyor Provides".
Cobb també va tenir una carrera com a actor, treballant en 10 films entre 1932 i 1938, amb primers papers en pel·lícules com Pepper, Everybody's Old Man (1936), i Hawaii Calls (1938). A més, va ser el presentador de la cerimònia dels Premis Oscar de 1933 el 1935.

### Vida personal
Cobb va estar casat amb Laura Spencer Baker, natural de Savannah (Geòrgia). La seva filla, Elizabeth Cobb, (nascuda el 1902), va ser també escriptora. Va publicar la novel·la She Was a Lady i My Wayward Parent (1945), un llibre sobre el seu pare.
La neta de Cobb va ser Buff Cobb, una presentadora televisiva de la dècada de 1950, i segona esposa del periodista Mike Wallace.
Irvin S. Cobb va morir a la ciutat de Nova York el 1944. Les seves restes van ser incinerades, i les cendres enterrades sota un sanguinyol.

## Ficció
Cobb és sobretot recordat per les seves històries humorístiques ambientades a Kentucky. Aquests relats van ser recopilats en el llibre Old Judge Priest (1915), el personatge del títol estava basat en un destacat jutge de l'oest de Kentucky anomenat William Pitman Bishop. Entre els seus altres llibres d'humor figuren Speaking of Operations (1916) and Xarxa Likker (1929).
Cobb també va escriure contes d'horror, com va ser el cas de "Fishhead" (1911) i "The Unbroken Chain" (1923). A "Fishhead" se l'ha citat com a inspiració del relat de H. P. Lovecraft L'ombra sobre Innsmouth, mentre que "The Unbroken Chain" va ser model d'una altra història de Lovecraft, "The Rats in the Walls".

## Obres
- Funabashi (comèdia musical, 1907)
- Mr Busybody (comèdia musical, 1908)
- Back Home (1912, produïda com comèdia, 1915)
- Cobb s Anatomy (1912)
- The Escape of Mr Trimm (1913)
- Cobb s Bill of Fare (1913)
- Roughing It de luxe (1914)
- Europe Revised (1914)
- Paths of Glory (1915)
- Old Judge Priest (1915, 1923)
- Fibble, D.D. (1916)
- Speaking of Operations (1916)
- Local Color (1916)
- Speaking of Prussians (1917)
- Those Times and These (1917)
- The Glory of the Coming (1918)
- The Thunders of Silence (1918)
- The Life of the Party (1919)
- From Place to Place (1919)
- Oh, Well, You Know How Women Are! (1919)
- The Abandoned Farmers (1920)
- A Plea for Old Cap Collier (1921)
- One Third Off (1921)
- Sundry Accounts (1922)
- Stickfuls (1923)
- A Laugh a Day Keeps the Doctor Away (1923)
- The Snake Doctor (1923)
- Many Laughs for Many Days (1925)
- Exit Laughing (1941)